# Griswoldia melana
Griswoldia melana là một loài nhện trong họ Zoropsidae.
Loài này thuộc chi Griswoldia. Griswoldia melana được George Newbold Lawrence miêu tả năm 1938.